# Pietro Calogero
Pour les articles homonymes, voir Calogero (homonymie).
Pietro Calogero, né en 1939 à Pace del Mela en Sicile, est un magistrat italien.

## Biographie
Fils d'un père sicilien et d'une mère vietnamienne, il est diplômé de l'université de Messine, Pietro Calogero joua un rôle décisif dans le déroulement de procès durant les années de plomb.
Son nom est évoqué pour la première fois en 1969, quatre jours après l'Attentat de piazza Fontana : Guido Lorenzon, secrétaire d'une section des Démocratie chrétienne en Vénétie a eu avec Giovanni Ventura (son ami et militant de le Mouvement Politique Ordre Nouveau), une conversation qui le choquait. L'information de Ventura sur l'attaque étaient trop précise et détaillée pour être totalement indépendante. Ventura avait parlé dans le passé avec la même précision des dix attentats dans les trains menés en Italie du Nord au cours de la nuit du 8 et 9 août 1969. Lorenzon, jusqu'à présent resté silencieux, après l'attaque terroriste de Milan racontée à son avocat et au juge à Trévise Pietro Calogero. Calogero, avec son collègue Giancarlo Stiz, est le premier magistrat à enquêter sur les néo-fascistes sur l'attentat de piazza Fontana ; seront accusés Franco Freda, Giovanni Ventura et Pino Rauti.
Le 26 mars 1972 Calogero et Stiz transfèrent le dossier au Procureur de Milan, chargé de l'enquête.
Calogero s'installe ensuite à Padoue, et fait arrêter en 1979 nombreux militants de le Mouvement autonome, y compris les dirigeants (Toni Negri, Oreste Scalzone et plus tard Franco Piperno) ;
une partie de l'enquête est délocalisée à Rome. La gauche italienne a été divisée en deux: le Parti communiste soutient Calogero, le Parti socialiste et l'Extrême gauche sympathisé avec les militants.
En 1988, Negri et Scalzone sont condamnés à 11 et 8 ans de prison : Negri, et d'autres chefs de le Mouvement autonome, ont créé un plan subversif de 1971 à 1979.
En 1989, Piperno est condamné à 4 ans pour association subversive.
Pietro Calogero est depuis 2009 est président de la Cour d'appel de Venise.

## Œuvres
- Pietro Calogero, Carlo Fumian, Michele Sartori, Terrore rosso. Dall'autonomia al partito armato, Editori Laterza, 2010.
- Notices d'autorité :   - VIAF
  - ISNI
  - IdRef
  - LCCN
  - Italie
  - WorldCat